# Caruthersville (Misuri)
Caruthersville es una ciudad ubicada en el condado de Pemiscot, Misuri, Estados Unidos. Según el censo de 2020, tiene una población de 5562 habitantes.

## Geografía
La ciudad está situada en las coordenadas 36°10′53″N 89°40′1″O / 36.18139, -89.66694. Según la Oficina del Censo de los Estados Unidos, Caruthersville tiene una superficie total de 13.56 km², de la cual 13.36 km² corresponden a tierra firme y (1.51%) 0.2 km² es agua.

## Demografía
Según el censo de 2010, había 6168 personas residiendo en Caruthersville. La densidad de población era de 454,83 hab./km². De los 6168 habitantes, Caruthersville estaba compuesto por el 63.89% blancos, el 33.09% eran afroamericanos, el 0.28% eran amerindios, el 0.19% eran asiáticos, el 0.11% eran isleños del Pacífico, el 0.76% eran de otras razas y el 1.67% pertenecían a dos o más razas. Del total de la población el 2.35% eran hispanos o latinos de cualquier raza.